# Santa Maria do Pará
Santa Maria do Pará est une municipalité brésilienne située dans l'État du Pará.